# Limonium viciosoi
Limonium viciosoi är en triftväxtart som först beskrevs av Carlos Pau, och fick sitt nu gällande namn av Erben. Limonium viciosoi ingår i släktet rispar, och familjen triftväxter. Inga underarter finns listade i Catalogue of Life.